# Jan Verheyen (calciatore)
Jan Verheyen (Hoogstraten, 9 luglio 1944) è un ex calciatore belga, di ruolo centrocampista.

## Biografia
Anche suo figlio Gert Verheyen giocò nella Nazionale belga.

## Carriera

### Club
Vinse il campionato belga nel 1972 e nel 1974 e la Coppa del Belgio nel 1971, nel 1972, nel 1973 e nel 1975.

### Nazionale
Con la nazionale maggiore del Belgio, Verheyen disputò 33 partite senza segnare alcuna rete. In realtà aveva segnato un gol importantissimo negli ultimi minuti dell'incontro di Rotterdam contro i Paesi Bassi del 18 novembre 1973, ma l'arbitro sovietico Kazakov lo annullò per un fuorigioco inesistente. Era l'ultima gara del gruppo 3 di qualificazione al campionato del mondo 1974, e le due squadre erano appaiate in testa alla classifica. L'incontro finì 0-0 e per la miglior differenza reti si qualificarono gli olandesi, che si sarebbero rivelati la grande rivelazione del torneo finendo secondi dietro ai padroni di casa della Germania Ovest.

## Palmarès

### Club

#### Competizioni nazionali
- Campionato belga: 2

Anderlecht: 1971-1972, 1973-1974
- Coppa del Belgio: 4

Beerschot: 1970-1971
Anderlecht: 1971-1972, 1972-1973, 1974-1975
- Terza divisione belga: 1

Union St. Gilloise: 1975-1976